# Unreal II: The Awakening
Unreal II: The Awakening je počítačová hra z roku 2003. Jde o pokračování hry Unreal.

## O hře
Hra se proti Unreal 1 změnila už proto, že nastala změna prostředí, a také je to poznat ve zbraních. Misí je 23, pokud se počítají jako mise (a mezi mise se také započítávají podle Load game a tlačítka missions) i chvilky, kdy jste na Atlantisu před klasickou misí. Jednotlivé úrovně jsou provedeny opravdu precizně. 
Všechny mise jsou výborně ozvučeny, výkřiky, zvuky zbraní atd. Co se týče grafiky, v tehdejší době neměla moc konkurence, a nároky na hardware byly vyšší. Detaily zbraní a charakterů vypadají na svojí dobu dobře (detaily charakterů poznáte třeba na Aidě). Mise jsou provedeny klasicky. Větším minusem je nízká životnost. Grafika, hudba, hratelnost nasazují opravdu vysokou laťku.

### Předměty
Zbraně
Od začátku hráč disponuje disperzivní pistoli (známá z U1), assault riflí (známá z UT2k3), granátometem (celkem se 6 typy nábojů, jako klasický granát, EMP, toxický atd.). Později ukořistí další zbraně, a to brokovnici (v sekundáru zápalná), raketomet, plamenomet, pistoli od Aidy (něco jako Enforcer z UT), sniperku (výborný zoom), elektrickou pušku (funguje jako Ripper z UT, ale střílí elektrické projektily), laserovou pušku (jako Pulse z UT nebo Link z UT2k3), biozbraň (střílí minialieny), takkru – létající a střílející kouli, a nakonec artefaktovou zbraň, při které zásah znamená smrt. V některých misích hráč brání např. vědce a používá přitom vojáky (boty), kterým dává různé rozkazy.
- Dispersion Pistol (disperzní pistole)
- CAR
- Grenade Launcher (granátomet)
- Shotgun (brokovnice)
- Flamethower (plamenomet)
- Magnum
- Rocket Launcher (raketomet)
- Sniper Rifle (odstřelovací puška)
- Energy Rifle (energetická puška)

Další předměty
- Heal Station (zdravotnická stanice)
- Power Station (energetická stanice)
- Munice

## Příběh
Jste bývalý mariňák John Dalton a po odchodu ze základny Avalon se ocitáte na palubě vesmírné lodi společnosti TCA-na Atlantisu. Úkolem je posbírat 7 artefaktů, ze kterých vznikne super zbraň. Nebudete tedy bojovat pouze proti mimozemšťanům jako Skaarjové nebo Drakkové a další, ale také proti vojákům (např. Izanagiům). Též budou vašimi soupeři automatické raketomety a podobně. Budete bojovat jak ve vojenských komplexech, tak v podzemních jeskyních a dalších prostředích. 
Vesmírná loď Atlantis je hlavní útočiště po dobu hry, právě odtud začínají mise a probíhá tu brífink. Na Atlantisu jsou ještě tři postavy: pilot Ne'Ban, mechanik Isaak a Aida, která působí jako operátorka. Na lodi se hráč může pohybovat, jak je mu libo, například se může podívat do kabin posádky.